# Вазерский сельсовет
Вазерский сельсовет — сельское поселение в Бессоновском районе Пензенской области Российской Федерации.
Административный центр — село Вазерки.

## История
Статус и границы сельского поселения установлены Законом Пензенской области от 2 ноября 2004 года № 690-ЗПО «О границах муниципальных образований Пензенской области».

## Население
| 2002  | 2010  | 2012  | 2013  | 2014  | 2015  | 2016  |
| ----- | ----- | ----- | ----- | ----- | ----- | ----- |
| 2463  | ↗2576 | →2576 | ↗2591 | ↗2629 | ↗2653 | ↗2674 |
| 2017  | 2018  | 2021  |       |       |       |       |
| ↗2677 | ↗2682 | ↘2200 |       |       |       |       |

## Состав сельского поселения
| № | Населённый пункт | Тип населённого пункта       | Население |
| - | ---------------- | ---------------------------- | --------- |
| 1 | Вазерки          | село, административный центр | ↘2200     |

## Достопримечательности
|  |  |  |  |  |  |  |  |
|  |  |  |  |  |  |  |  |